# DSA-520
La DSA-520 es una carretera perteneciente a la Red Primaria de la Diputación Provincial de Salamanca que une la carretera CL-517 con la localidad de San Pedro del Valle.
Además, también pasa por la localidad de Parada de Arriba.

## Recorrido
La carretera DSA-520 tiene su origen en Parada de Arriba en la intersección con la carretera CL-517 y termina en el casco urbano de San Pedro del Valle, formando parte de la Red de carreteras de Salamanca.
| Parada de Arriba (Intersección con /) - San Pedro del Valle | Parada de Arriba (Intersección con /) - San Pedro del Valle | Parada de Arriba (Intersección con /) - San Pedro del Valle | Parada de Arriba (Intersección con /) - San Pedro del Valle | Parada de Arriba (Intersección con /) - San Pedro del Valle | Parada de Arriba (Intersección con /) - San Pedro del Valle | Parada de Arriba (Intersección con /) - San Pedro del Valle | Parada de Arriba (Intersección con /) - San Pedro del Valle | Parada de Arriba (Intersección con /) - San Pedro del Valle | Parada de Arriba (Intersección con /) - San Pedro del Valle | Parada de Arriba (Intersección con /) - San Pedro del Valle |
| Esquema                                                     | PK                                                          | Sentido San Pedro del Valle                                 | Sentido San Pedro del Valle                                 | Sentido San Pedro del Valle                                 | Sentido San Pedro del Valle                                 | Sentido Parada de Arriba                                    | Sentido Parada de Arriba                                    | Sentido Parada de Arriba                                    | Sentido Parada de Arriba                                    | Incidencias                                                 |
| Esquema                                                     | PK                                                          | Velocidad                                                   | Elemento                                                    | Salida                                                      | Salida                                                      | Salida                                                      | Salida                                                      | Elemento                                                    | Velocidad                                                   | Incidencias                                                 |
| Esquema                                                     | PK                                                          | Velocidad                                                   | Elemento                                                    | Dir.                                                        | Nombre                                                      | Nombre                                                      | Dir.                                                        | Elemento                                                    | Velocidad                                                   | Incidencias                                                 |
| ----------------------------------------------------------- | ----------------------------------------------------------- | ----------------------------------------------------------- | ----------------------------------------------------------- | ----------------------------------------------------------- | ----------------------------------------------------------- | ----------------------------------------------------------- | ----------------------------------------------------------- | ----------------------------------------------------------- | ----------------------------------------------------------- | ----------------------------------------------------------- |
|                                                             | 0,0                                                         |                                                             |                                                             | Golpejas Vitigudino                                         | Golpejas Vitigudino                                         | Golpejas Vitigudino                                         |                                                             |                                                             |                                                             |                                                             |
| Doñinos de Salamanca Salamanca                              | 0,0                                                         |                                                             |                                                             |                                                             |                                                             |                                                             |                                                             |                                                             |                                                             |                                                             |
|                                                             | 1,4                                                         |                                                             |                                                             | PARADA DE ARRIBA                                            | PARADA DE ARRIBA                                            | PARADA DE ARRIBA                                            | PARADA DE ARRIBA                                            |                                                             |                                                             |                                                             |
|                                                             | 1,8                                                         |                                                             |                                                             | Florida de Liébana                                          | Florida de Liébana                                          | Florida de Liébana                                          | Florida de Liébana                                          |                                                             |                                                             |                                                             |
|                                                             | 1,9                                                         |                                                             |                                                             | PARADA DE ARRIBA                                            | PARADA DE ARRIBA                                            | PARADA DE ARRIBA                                            | PARADA DE ARRIBA                                            |                                                             |                                                             |                                                             |
|                                                             | 3,4                                                         |                                                             |                                                             | Zarapicos Baños de Ledesma                                  | Zarapicos Baños de Ledesma                                  | Zarapicos Baños de Ledesma                                  | Zarapicos Baños de Ledesma                                  |                                                             |                                                             |                                                             |
|                                                             | 10,1                                                        |                                                             |                                                             | SAN PEDRO DEL VALLE                                         | SAN PEDRO DEL VALLE                                         | SAN PEDRO DEL VALLE                                         | SAN PEDRO DEL VALLE                                         |                                                             |                                                             |                                                             |
|                                                             | 10,300                                                      |                                                             |                                                             |                                                             | Carrascal de Velambélez                                     | Carrascal de Velambélez                                     | Carrascal de Velambélez                                     |                                                             |                                                             |                                                             |
|                                                             | 10,300                                                      | Vega de Tirados                                             |                                                             |                                                             |                                                             |                                                             |                                                             |                                                             |                                                             |                                                             |